# Tomohide Nakazawa
Tomohide Nakazawa (中澤 友秀 Nakazawa Tomohide?, nacido el 13 de septiembre de 1980 en Kanagawa) es un exfutbolista japonés. Jugaba de defensa y su último club fue el Yokohama FC de Japón.

## Trayectoria

### Clubes
| Club        | País  | Año         |
| ----------- | ----- | ----------- |
| Denso       | Japón | 1999 - 2000 |
| Yokohama FC | Japón | 2001 - 2002 |